# Garage Museum of Contemporary Art

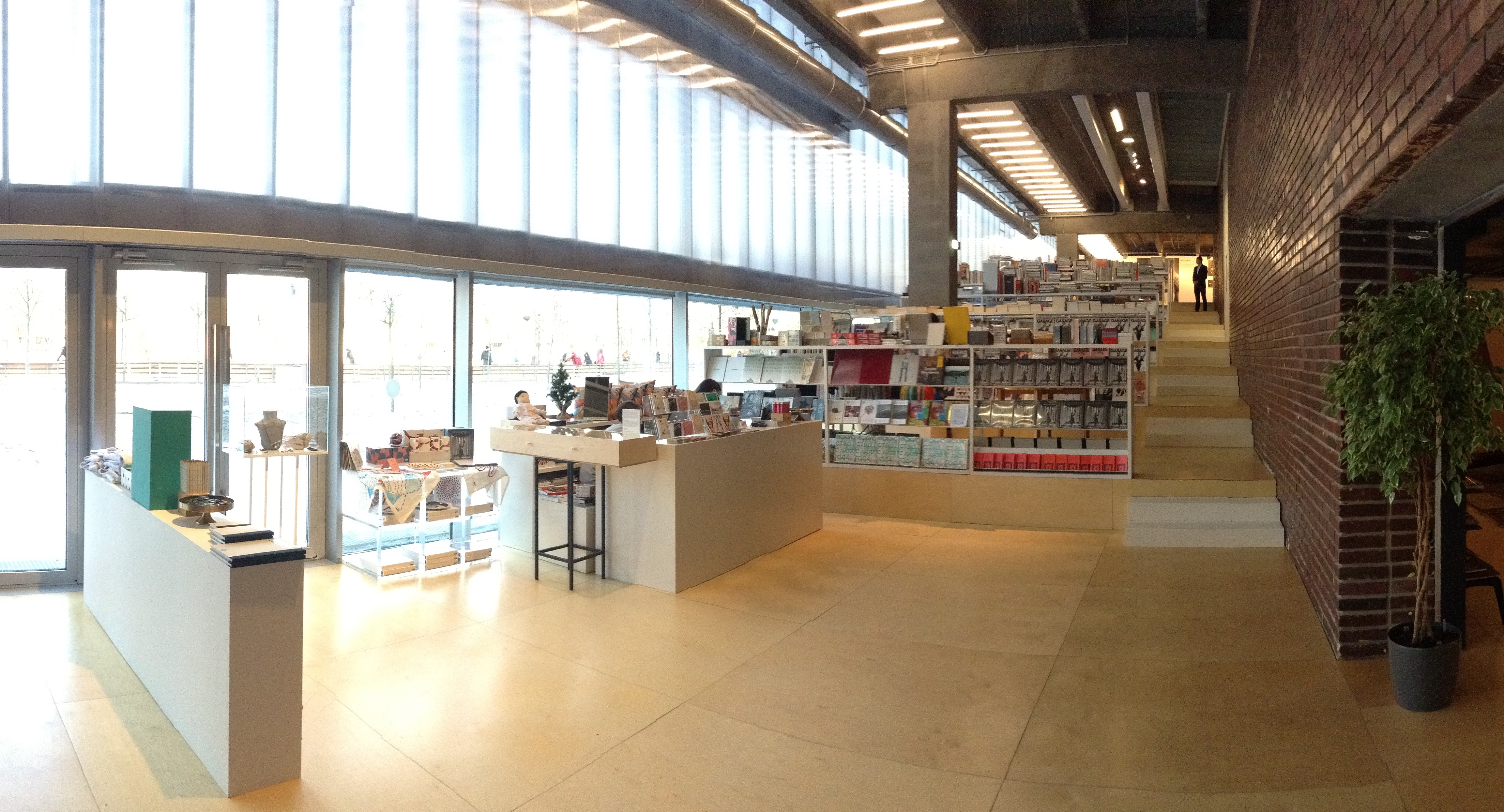
Buchladen im modernisierten Gebäude des Museums.

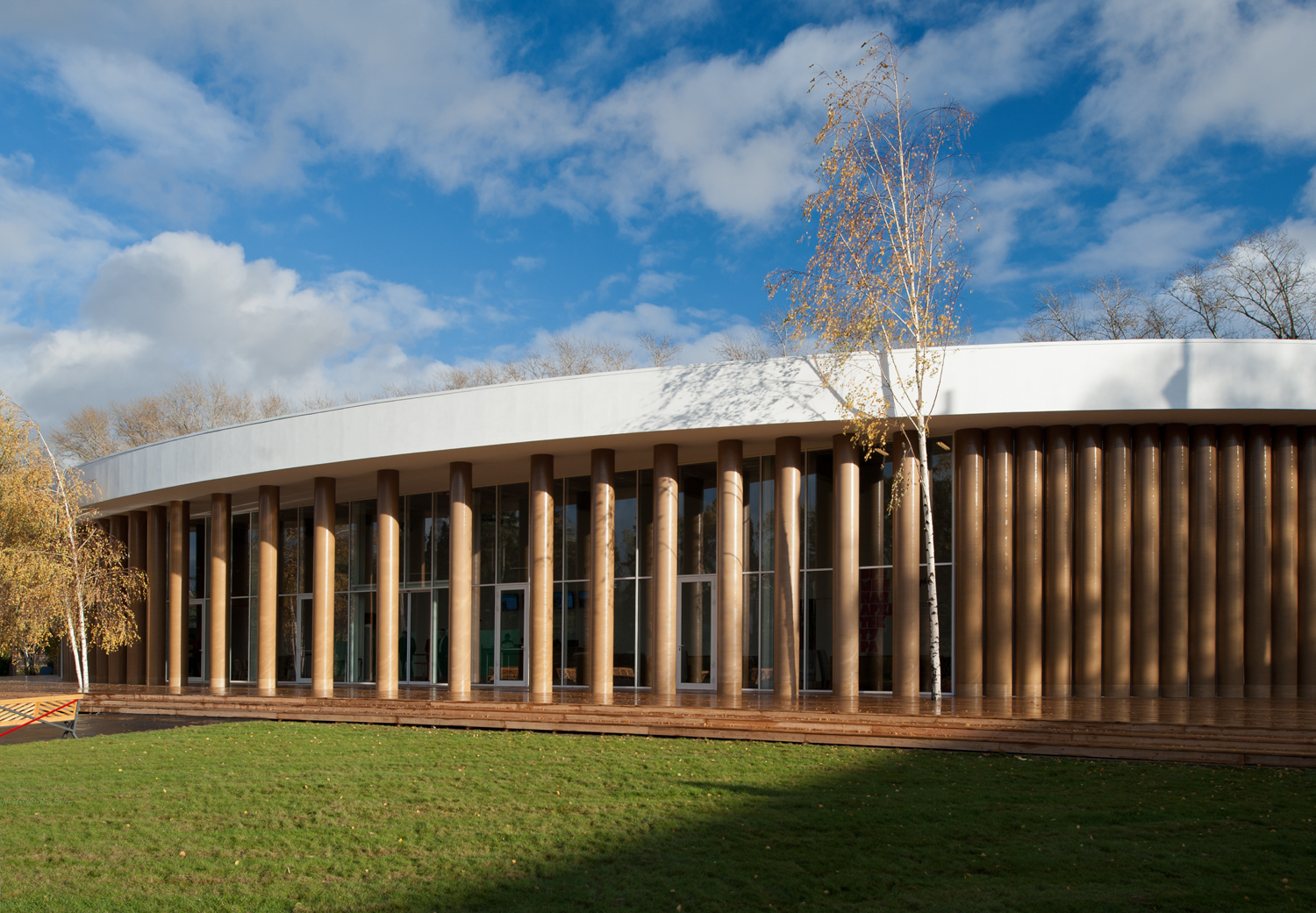
Gebäude des Garage Center for Contemporary Culture, Pavillon im Gorki-Park.

Garage Museum of Contemporary Art (kyrillisch Музей современного искусства Гараж ‚Museum für zeitgenössische Kunst Garage‘, bis 2014: kyrillisch Центр современной культуры Гараж, deutsch ‚Zentrum für zeitgenössische Kultur Garage‘, englisch Garage Center for Contemporary Culture), ist ein Kunstmuseum im Gorki-Park, Moskau, Russland. Es ist die Heimat der größten Sammlung moderner und zeitgenössischer Kunst in Russland und bietet auch Sonderausstellungen während des ganzen Jahres. 
Das Museum wurde 2008 von Darja Schukowa als gemeinnütziges Projekt der IRIS-Stiftung gegründet.
Im Jahr 2015 zog das Museum in sein aktuelles Gebäude des historischen sowjetischen modernistischen Restaurants „Jahreszeiten“ (russisch Времена года) aus dem Jahr 1968, das von dem Architekten Rem Koolhaas 2015 modernisiert wurde.
Die Sammlung basiert auf den privaten Sammlungen von Darja Schukowa und Roman Abramowitsch. Die Institution ist heute ein Veranstaltungsort für Ausstellungen, Veranstaltungen, Kunstforschung und Verlagswesen, mit dem Ziel, die aktuellen Entwicklungen in der russischen und internationalen Kultur zu reflektieren und Möglichkeiten für den öffentlichen Dialog zu schaffen. Die Sammlung des Museums soll auch das erste Archiv im Land sein, das sich auf die Geschichte der russischen Gegenwartskunst von den 1950er Jahren bis heute konzentriert.

## Ausstellungen
Im Jahr 2018 war das Museum Schauplatz des Bauhaus Imaginista. "Moving Away: Der internationalistic Architect" erforscht die Arbeit einer Gruppe von Bauhaus trainierten deutschen Architekten bestehend aus Konrad Püschel, Philipp Tolziner und Lotte Stam-Beese, die zusammen mit ihrem ehemaligen Lehrer Hannes Meyer Anfang der 1930er Jahre in der Sowjetunion arbeiteten. Das Bauhaus Imaginista veranstaltete eine Reihe von Ausstellungen in der ganzen Welt, um an den hundertsten Jahrestag der Gründung des Bauhauses 2019 zu erinnern.

## Partner und Sponsoren

### Hauptpartner
- Ingosstrakh
- UNIQLO
- Alfa-bank
- AZIMUT Hotels

### Hauptsponsoren
- The Art, Science and Sport Charity Foundation
- UBS
- Quick-Step
- Sotheby's
- Website des Museums (englisch, russisch)